# Rantau Sialang (Kuantan Mudik)
Rantau Sialang is een bestuurslaag in het regentschap Kuantan Singingi van de provincie Riau, Indonesië. Rantau Sialang telt 747 inwoners (volkstelling 2010).